# Église de l'Assomption de Villeneuve-Lécussan
L'église Notre-Dame de l'Assomption de Villeneuve-Lécussan est une église catholique située à Villeneuve-Lécussan, dans le département français de la Haute-Garonne en France.

## Historique
L'église a été reconstruite par la municipalité au XIXe siècle, les travaux n'ont pu être achevés par manque de financement. Elle est construite de galet roulé et pierre taillée et de bois.

## Architecture
Le clocher est octogonal. La charpente de l'église est conçue comme pour une église de montagne, les pans de la toiture en ardoises sont très inclinés.
Les bas-côtés ont une voûte d'inspiration gothique. La voûte de la nef prolongée par une abside hexagonale est inachevée. Le plafond en arc surbaissé est fait de lames de lambris peint.
Le mobilier provient de l'ancienne église.

### Extérieur
Autour de l'église, des statues de l'Immaculée Conception et de saint Joseph.

### Intérieur
- À gauche de l'entrée, une sculpture en bois du chemin de croix, et un tableau sous verre de l'image d'une icône byzantine représentant au centre la Vierge à l'Enfant avec autour les représentations de la vie de Marie et de Jésus.

#### Chapelle du Sacré-Cœur de Jésus
À gauche de l'entrée, la petite chapelle avec une statue du Sacré-Cœur de Jésus.

#### Labaptistère
À droite de la chapelle du Sacré-Cœur de Jésus, la chapelle de saint Jean le Baptiste avec :
- Une cuve baptismale,
- Sur un petit autel tabernacle, des statues représentant le baptême de Jésus par saint Jean le Baptiste.
- À côté, un tableau représentant le baptême de Jésus dans le Jourdain.

#### Lanef
Les peintures du plafond sont faites sur une fine couche de plâtre posée sur les planches en bois formant le plafond ; avec le temps les peintures se dégradent aux angles et aux bords de chaque planche.

#### Lechœur
- Les peintures de la voûte représentent Jésus-Christ et le tétramorphe avec les quatre Évangélistes assis sur des nuages entourés d'anges, au-dessus d'eux est représentée la Trinité avec l'inscription en hébreu יהוה : Yahweh, au-dessus, deux anges tiennent l'évangile ouvert.
- Le nouvel autel en bois.
- L'ancien maître-autel et le tabernacle sont en marbre blanc, ils sont ornées de décors de feuilles de vigne, de grappes de raisin, d'épis de blé, et de fleurs. La façade de l'autel est ornée de fleurs de lys, d'épis de blé avec au centre le monogramme de Jésus (IHS).
- Derrière le maître-autel, un tableau de l'Assomption de Marie.
- Des vitraux ornent le chœur.
- À droite du chœur une peinture de saint Pierre.
- À gauche du chœur une peinture de saint Paul.

#### Chapelle de laVierge Marie
La chapelle de la Vierge Marie est placée sur la gauche.
Y sont placées les statues de sainte Germaine de Pibrac, sainte Thérèse de Lisieux et saint Joseph avec l'Enfant Jésus.
L'autel est en bois sculpté et doré, il est peint à l'imitation du marbre, sur la façade est représenté l'Agneau de Dieu.
- L'autel aurait été le maître-autel de l'ancienne église.
- Sur l'autel est placée une belle statue de la Vierge à l'enfant avec l'inscription en latin "Mater Dei" signifiant "Mère de Dieu".

Le tabernacle à ailes est en bois doré, au-dessus est placée une statue en bois polychrome doré restaurée de la Vierge à l'Enfant.
- Le tabernacle date du XVIIe et XVIIIe siècles, sur la porte du réceptacle est représenté un pélican nourrissant ses petits (le pélican est un des symboles représentant Jésus Christ, car il nourrit les hommes de son corps et de son sang[1]), sur les ailes gauche et droite du tabernacle sont représentés les objets (reliés par une corde) utilisés lors de la passion de Jésus-Christ.

#### Chapelle de Notre-Dame de Lourdes
La chapelle de Notre-Dame de Lourdes est placée à droite.
- L'autel et le tabernacle sont en marbre blanc, ils sont surmontés d'une statue de Notre-Dame de Lourdes.
- À gauche de l'autel, une statue de Notre-Dame de Fátima.
- Une statue de sainte Bernadette regardant Notre-Dame de Lourdes.
- La crèche autrefois utilisée.

## Galerie

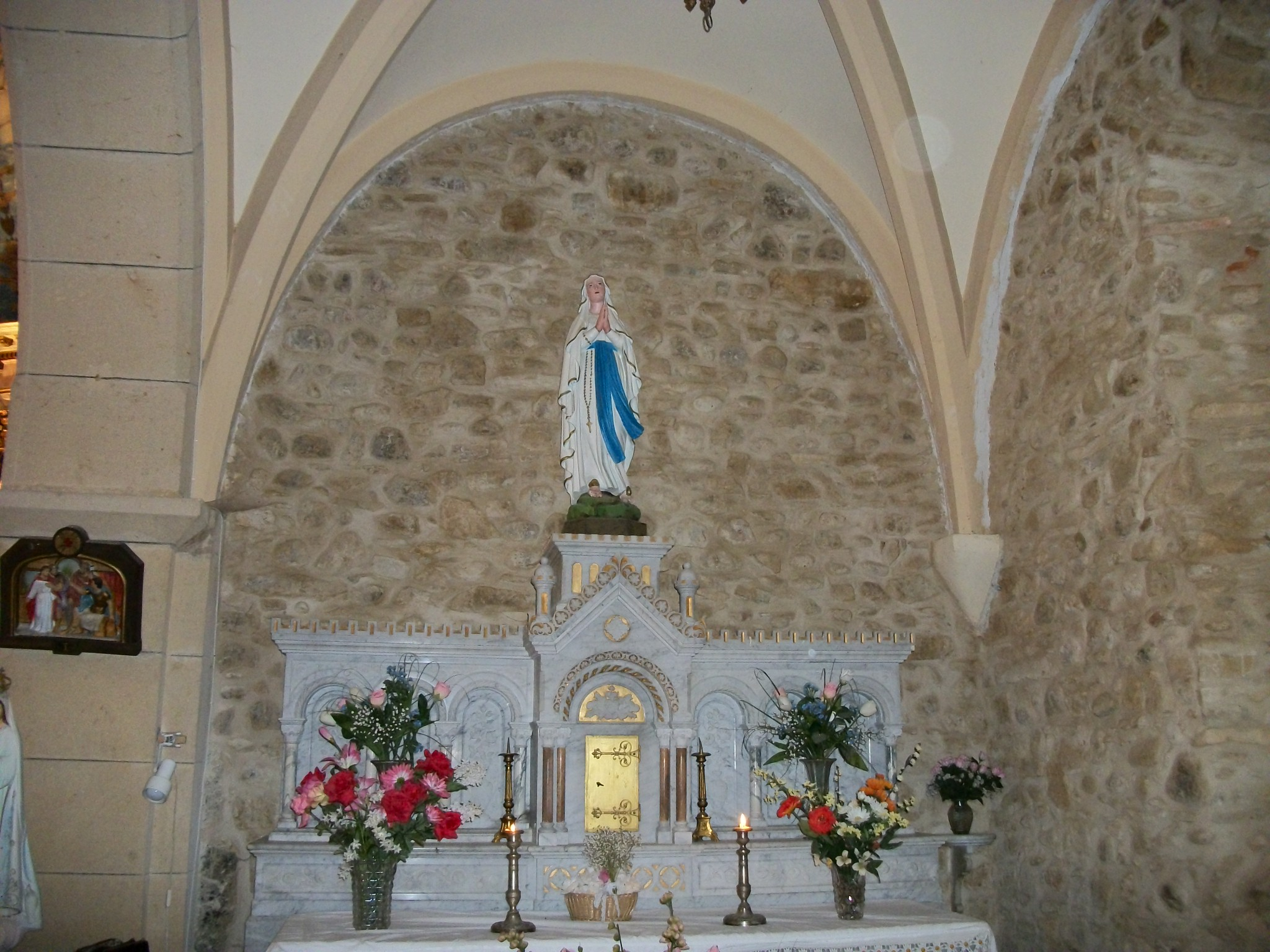
Autel et tabernacle en marbre surmontés d'une statue de Notre-Dame de Lourdes
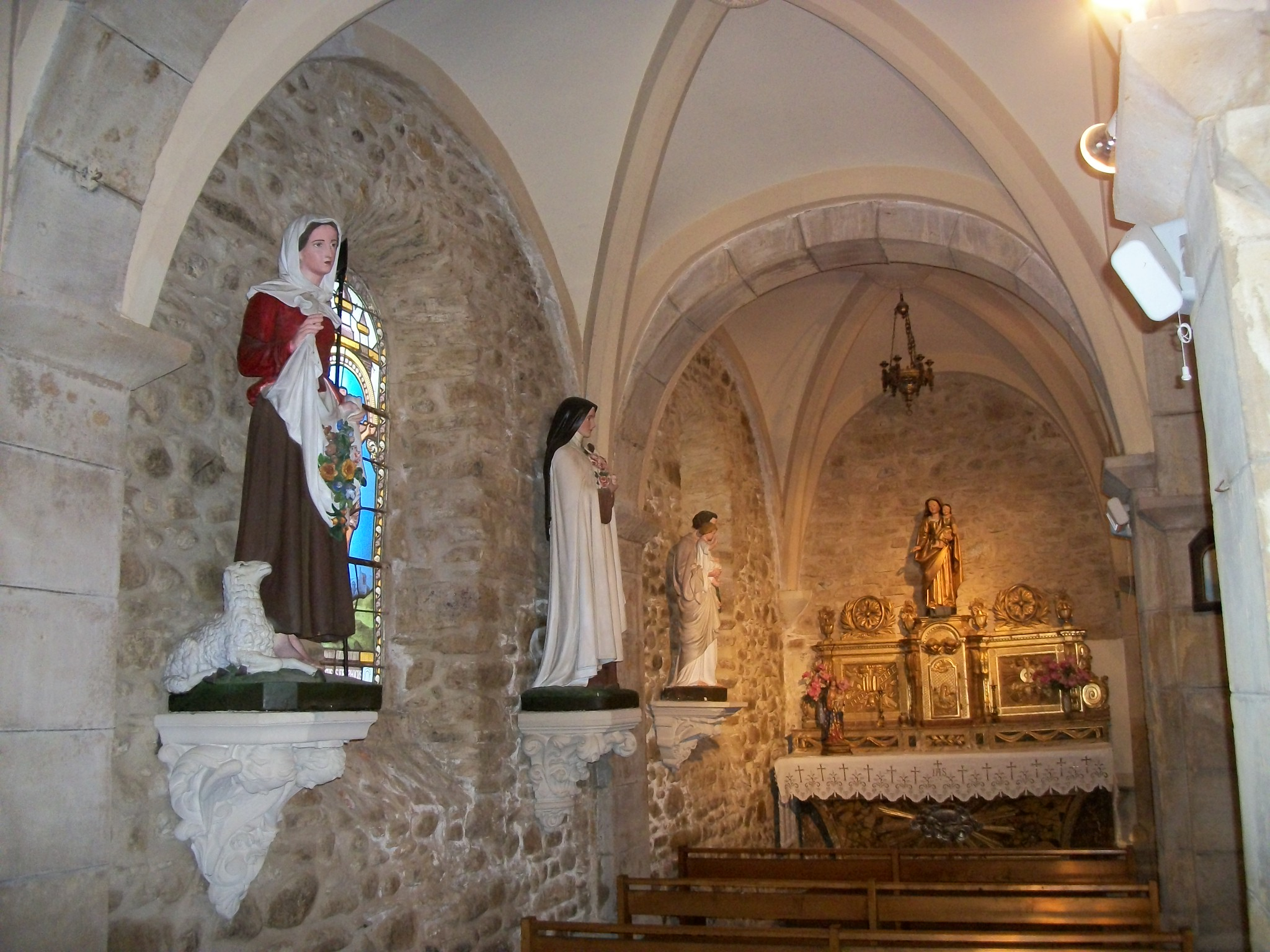
Au premier plan, sainte Germaine de Pibrac
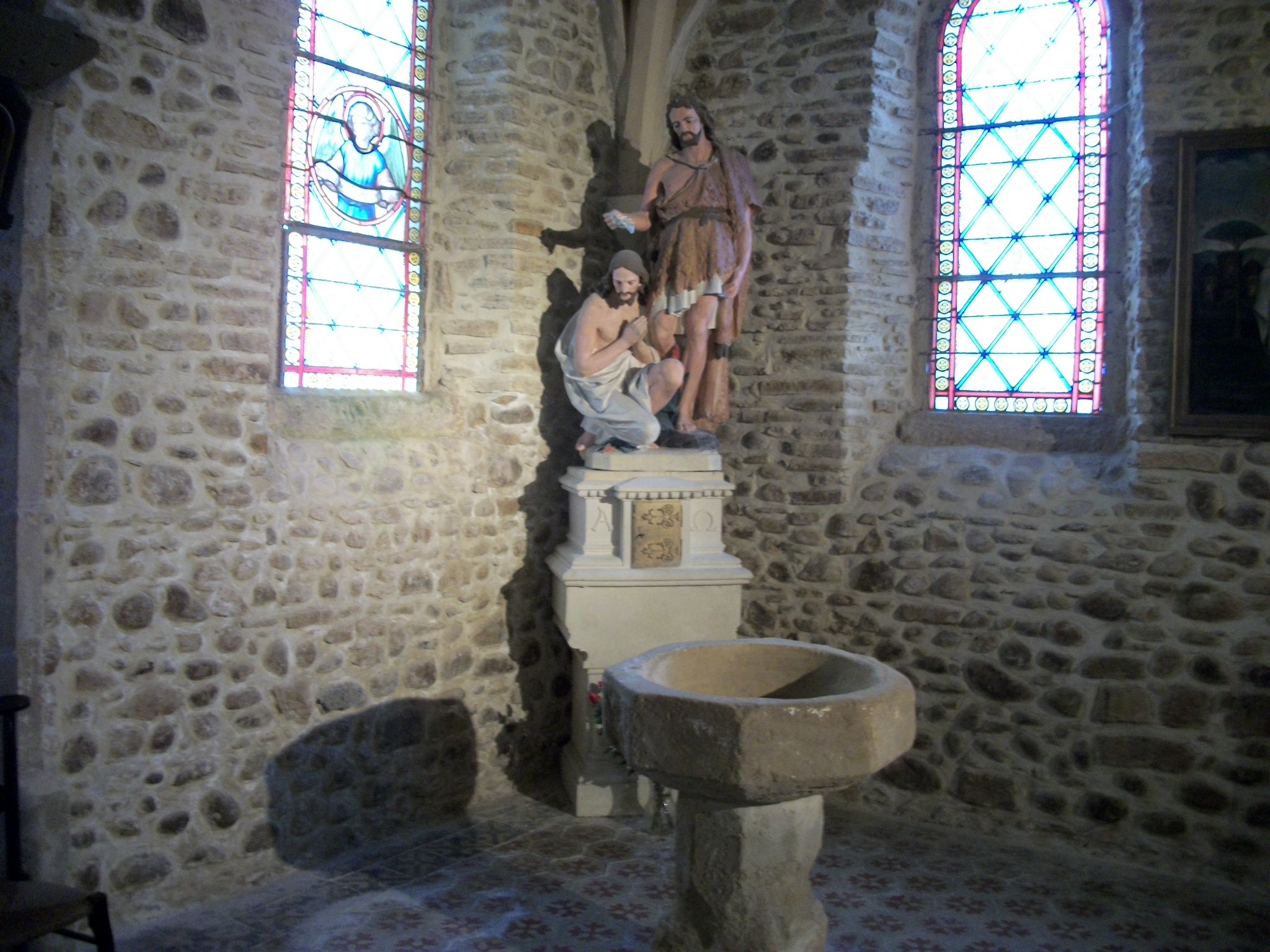
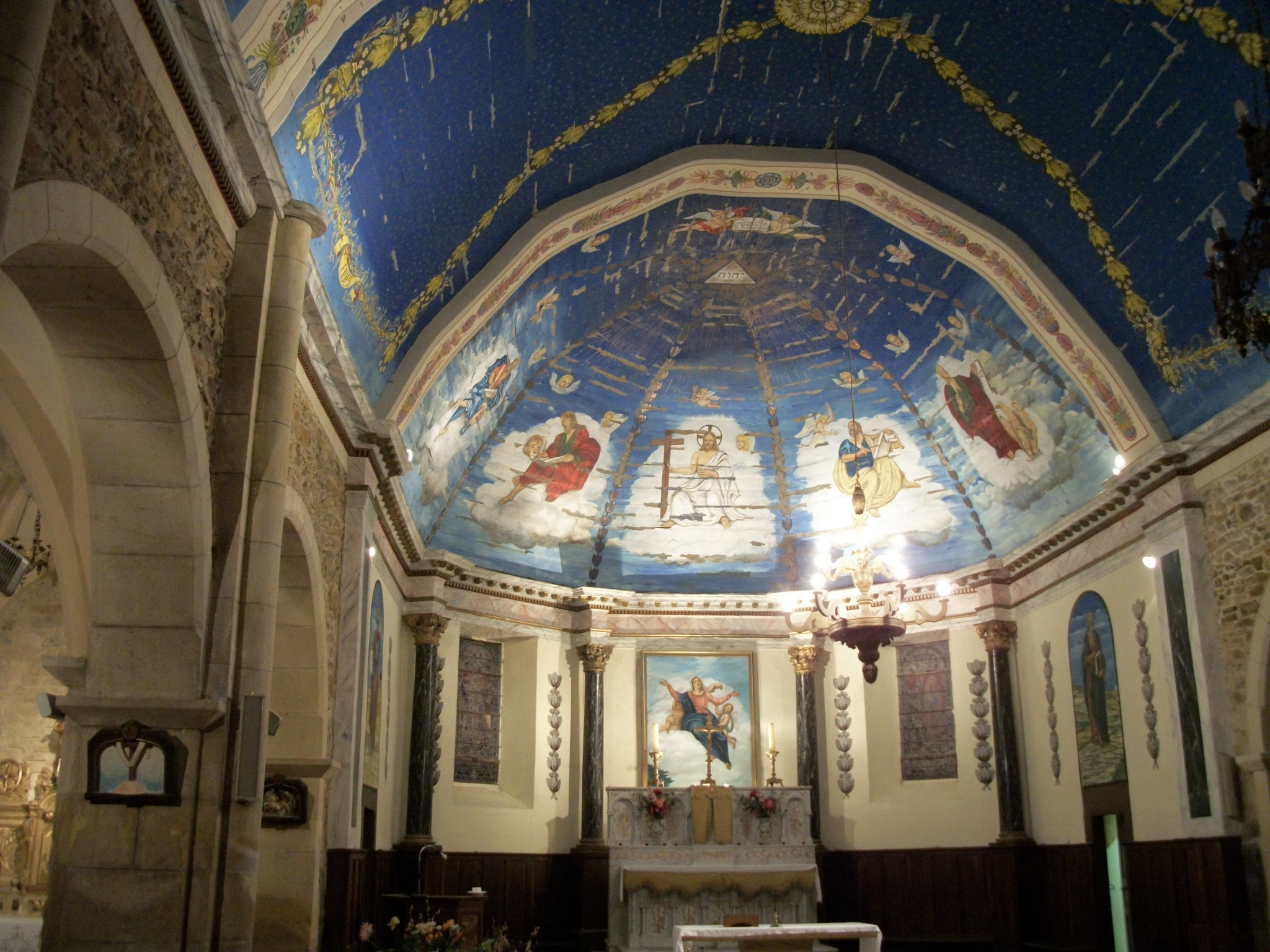
L'intérieur
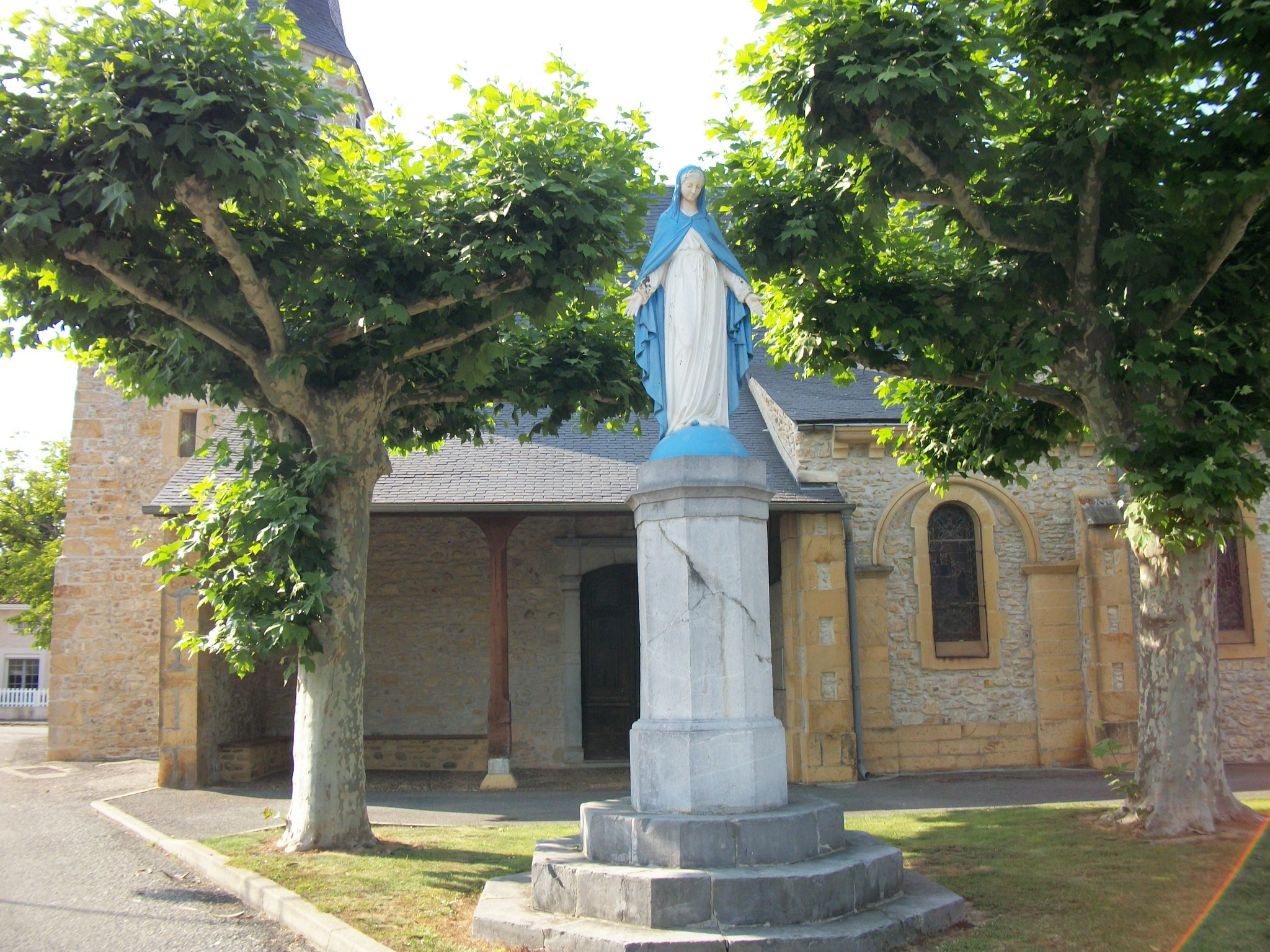
Statue de l'Immaculée Conception devant l'entrée de l'église